# Calotte glaciaire Stikine

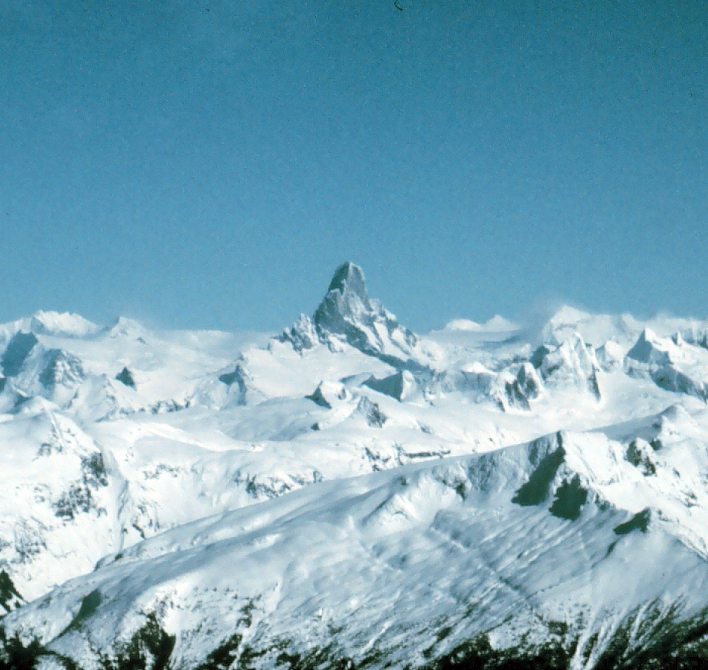
Le sommet du Devils Thumb domine la calotte glaciaire Stikine

La calotte glaciaire Stikine, en anglais Stikine Icecap, est située à la frontière entre l'Alaska et la Colombie-Britannique. Elle fait partie de la chaîne Côtière qui longe l'océan Pacifique à l'ouest du Canada et qui borde l'Alaska Panhandle. Dans sa partie américaine, la calotte est sous l'administration de la Tongass National Forest, et pour une grande part dans la Stikine - Leconte Wilderness. Côté canadien le Great Glacier Provincial Park en administre une autre partie, à l'est.
La calotte glaciaire Stikine est dominée par des sommets s'élevant, pour les plus hauts, entre 2 000 et 3 000 m d'altitude environ. Sur la frontière, le Devils Thumb (2 767 m) est certainement le plus connu, mais le plus haut est le mont Ratz (3 136 m), en Colombie Britannique. Ces montagnes arrêtent les masses d'air humide provenant du Pacifique, donnant lieu à des précipitations très importantes, et à des brouillards fréquents. Les champs de glace donnent naissance à de puissants glaciers, dont le glacier LeConte, qui s'écoule vers le sud jusqu'à la mer (Baie Leconte), ou le Great Glacier, versant canadien. La calotte alimente essentiellement les bassins hydrographiques de la Taku River vers le nord, et de le fleuve Stikine vers l'est et le sud. Petersburg, Alaska, est la ville la plus adéquate pour accéder à cette calotte glaciaire Stikine. Dans son best-seller Into the Wild, Jon Krakauer fait le récit de son ascension en solitaire du Devils Thumb, et campe à cette occasion sur la calotte glaciaire Stikine.